# جبالية (قبيلة)
يشكل الجبالية بعائلاتهم التي تبلغ المائتين أصغر قبائل الطوارة، ونظرا لسكنهم إقليم الجبال العليا جنوب سيناء، فإنهم يعيشون حياة الاستقرار، ويعملون في فلاحة الجنائن، ومؤخرا في السياحة.

## أصولهم وتاريخ منطقتهم
تعود أصول الجبالية إلى تحالف الطوارة العربي الذي يجمع عدة قبائل عربية في سيناء. ومساكنهم الأصلية هي قرب موقع دير سانت كاترين؛ حيث كانوا يسكنوا الموقع قبل بناء الدير. ويُذكر أن جستنيان الإمبراطور البيزنطي أمر ببناءه عند سفح جبل سيناء، وبإحضار مائة عائلة من إقليم والاشيا، الذي يقع اليوم في رومانيا، وزادهم ثيوديسيوس حاكم مصر مائة عائلة أخرى من أعراب ما هو الآن صحراء العباسية بالقرب من القاهرة (وفي مصدر آخر مائة عائلة من الإسكندرية)، ليقوموا ببناء الدير، وليعيشوا في محيطه ويعملوا على حمايته وخدمة رهبانه. وعاشت العائلات واختلطت مع قبائل العرب حولهم، خصوصا بني واصل، وتحولوا للإسلام بعد منتصف القرن السابع الميلادي وذابوا في قبائل سيناء ومن ضمنهم الجبالية، وأصبحوا جزءا لا يختلف عنهم. وفي الأعوام بين 1517 و1520، زادهم السلطان سليم الأول العثماني بجماعة أخرى من سكان المطرية شرق الدلتا.

## عشائرهم
تنقسم الجبالية إلى أربعة عشائر أو "أرباع"، يعود أحدها، وهو ربع أولاد جندي إلى مائة عائلة عربية بدوية حضرت من صحراء العباسية بالقرب من القاهرة، بينما تعود الثلاث الباقية، الحمايدة والوهيبات وأولاد سليم إلى قبائل عربية متنوعة.
- الحمايدة
  - الصانع
  - أبو مساعد
  - أبو حجازي
  - الحشاش
- الوهيبات
  - أبو هيب
  - أبو سعيد
  - أبو طراوة
  - أبو كرش
  - أبو غنيمان
- أولاد سليم
  - أبو الهيم
  - أولاد مغنم
  - العرير
  - أبو مقبل
  - أبو غنايم
  - أبو مسعد
- أولاد جندي
  - أبو مسعود
  - أبو كريشان
  - أبو علوان
  - أبو جعيص
  - دقوني
  - العفالي
  - أولاد البرعم